# Фадзаєв Арсен Сулейманович
Арсен Сулейманович Фадзаєв (ос. Фадзайты Сулейманы фырт Арсен, рос. Арсен Сулейманович Фадзаев; нар. 30 травня 1962, Чикола, Ірафський район, Північно-Осетинська АРСР, РРФСР) — радянський та узбецький борець вільного стилю осетинського походження, шестиразовий чемпіон світу, чотириразовий чемпіон Європи, дворазовий володар Кубків світу, чемпіон Ігор доброї волі, дворазовий чемпіон Олімпійських ігор. Заслужений майстер спорту СРСР з вільної боротьби. Володар унікального досягнення — протягом п'яти років не програв жодного поєдинку та не віддав жодного очка на всіх всесоюзних і міжнародних турнірах. Включений до Всесвітньої Зали слави Міжнародної федерації об'єднаних стилів боротьби (2003). У 2003 році визнаний FILA одним з п'яти кращих борців-вільників планети XX століття. Заслужений тренер Росії. Заслужений працівник фізичної культури Російської Федерації. Перший віце-президент Федерації спортивної боротьби Росії, відповідальний за вільну боротьбу.

## Життєпис
Боротьбою почав займатися з 1977 року. Перший тренер — заслужений тренер РРФСР Рамазан Бічілов.
Виступав за «Збройні сили» (Ташкент, 1992 Владикавказ). Чемпіон СРСР (1983, 1986 — до 68 кг, 1989, 1990 — до 74 кг).
У збірній команді СРСР з 1983 по 1992 рік. Кращий спортсмен Радянського Союзу 1991 року.
Завершив спортивну кар'єру в 1992 році. У 1992-96 працював тренером з боротьби в ЦСКА Москва та у збірній Росії. Однак у 1996 році Фадзаєв вирішив повернутися та змагатися на своїх третіх Олімпійських іграх. Після того, як він не потрапив до олімпійської команди Росії 1996 року, Фадзаєв, випускник Узбецького національного інституту фізичної культури, використав свої зв'язки в цій країні, щоб отримати громадянство Узбекистану, і поїхав на Олімпіаду 1996 року, представляючи Узбекистан. На Олімпіаді, однак, колишній чемпіон програв дві з трьох своїх сутичок та не зміг пройти до медального раунду.
У 1985 році закінчив Узбецький державний інститут фізичної культури в Ташкенті, в 1997 році — Північно-Осетинський державний університет імені К. Л. Хетагурова. У 1993—1996 роках — начальник команди ЦСКА, головний тренер збірної команди Росії з вільної боротьби. З 1996 року — заступник начальника управління Федеральної служби податкової поліції РФ по Північній Осетії. Службу в органах податкової поліції закінчив у званні полковника.
У 1997 році створив борцівський клуб «Алани» у Владикавказі. Є президентом асоціації "Борцівський клуб «Алани».
Двічі обирався депутатом Парламенту Республіки Північна Осетія-Аланія. Керівник фракції «Патріоти Росії» в Парламенті Північної Осетії-Аланії.
7 грудня 2003 обраний депутатом Державної думи четвертого скликання по Північно-Осетинському одномандатному виборчому округу № 22 від партії Союз правих сил, однак після обрання перейшов до фракції «Єдина Росія». Був заступником голови комітету з фізичної культури, спорту і у справах молоді, членом Комісії з проблем Північного Кавказу. 2 грудня 2007 року обраний депутатом Державної думи п'ятого скликання за федеральним списком партії «Єдина Росія». Заступник голови комітету у справах СНД і зв'язків зі співвітчизниками. У 2011 році не був переобраний до Державної Думи Російської Федерації.

## Санкції
Через підтримку російської агресії та порушення територіальної цілісності України під час російсько-української війни перебуває під персональними міжнародними санкціями різних країн. 
З 9 березня 2022 року перебуває під санкціями всіх країн Європейського союзу.
З 15 березня 2022 року перебуває під санкціями Великої Британії.
З 30 вересня 2022 року перебуває під санкціями Сполучених Штатів Америки.
З 23 березня 2022 року перебуває під санкціями Канади.
З 16 березня 2022 року перебуває під санкціями Швейцарії.
З 21 квітня 2022 року перебуває під санкціями Австралії.
Указом президента України Володимира Зеленського від 7 вересня 2022 року перебуває під санкціями України.
З 3 травня 2022 року перебуває під санкціями Нової Зеландії.

## Державні нагороди
Нагороджений орденами «Знак Пошани» (1985), Дружби народів (1988), Трудового Червоного Прапора (1989), медаллю «У Славу Осетії» (1995).
Почесний громадянин Ташкента.

## Спортивні результати на міжнародних змаганнях

### Виступи на Олімпіадах
| Змагання                    | Збірна            | Вагова категорія          | Місце  |
| --------------------------- | ----------------- | ------------------------- | ------ |
| Літні Олімпійські ігри 1988 | СРСР              | вільна боротьба, до 68 кг | Золото |
| Літні Олімпійські ігри 1992 | Об'єднана команда | вільна боротьба, до 68 кг | Золото |
| Літні Олімпійські ігри 1996 | Узбекистан        | вільна боротьба, до 68 кг | 13     |

### Виступи на Чемпіонатах світу
| Змагання                        | Збірна | Вагова категорія          | Місце  |
| ------------------------------- | ------ | ------------------------- | ------ |
| Чемпіонат світу з боротьби 1983 | СРСР   | вільна боротьба, до 68 кг | Золото |
| Чемпіонат світу з боротьби 1985 | СРСР   | вільна боротьба, до 68 кг | Золото |
| Чемпіонат світу з боротьби 1986 | СРСР   | вільна боротьба, до 68 кг | Золото |
| Чемпіонат світу з боротьби 1987 | СРСР   | вільна боротьба, до 68 кг | Золото |
| Чемпіонат світу з боротьби 1989 | СРСР   | вільна боротьба, до 74 кг | Срібло |
| Чемпіонат світу з боротьби 1990 | СРСР   | вільна боротьба, до 68 кг | Золото |
| Чемпіонат світу з боротьби 1991 | СРСР   | вільна боротьба, до 68 кг | Золото |

### Виступи на Чемпіонатах Європи
| Змагання                         | Збірна | Вагова категорія          | Місце  |
| -------------------------------- | ------ | ------------------------- | ------ |
| Чемпіонат Європи з боротьби 1984 | СРСР   | вільна боротьба, до 68 кг | Золото |
| Чемпіонат Європи з боротьби 1985 | СРСР   | вільна боротьба, до 68 кг | Золото |
| Чемпіонат Європи з боротьби 1987 | СРСР   | вільна боротьба, до 68 кг | Золото |
| Чемпіонат Європи з боротьби 1988 | СРСР   | вільна боротьба, до 68 кг | Золото |

### Виступи на Кубках світу
| Змагання                    | Збірна | Вагова категорія          | Місце  |
| --------------------------- | ------ | ------------------------- | ------ |
| Кубок світу з боротьби 1986 | СРСР   | вільна боротьба, до 68 кг | Золото |
| Кубок світу з боротьби 1989 | СРСР   | вільна боротьба, до 68 кг | Золото |

### Виступи на інших змаганнях
| Змагання                                  | Збірна | Вагова категорія          | Місце  |
| ----------------------------------------- | ------ | ------------------------- | ------ |
| Турнір Дружба-84                          | СРСР   | вільна боротьба, до 68 кг | Золото |
| Суперчемпіонат світу з боротьби 1985      | СРСР   | вільна боротьба, до 68 кг | Золото |
| Суперчемпіонат світу з боротьби 1986      | СРСР   | вільна боротьба, до 68 кг | Золото |
| Ігри доброї волі 1986                     | СРСР   | вільна боротьба, до 68 кг | Золото |
| Гран-прі Німеччини з боротьби 1987        | СРСР   | вільна боротьба, до 74 кг | Срібло |
| Гала гран-прі FILA 1988                   | СРСР   | вільна боротьба, до 68 кг | Золото |
| Гран-прі Німеччини з боротьби 1988        | СРСР   | вільна боротьба, до 68 кг | Золото |
| Великі майстри олімпійської боротьби 1990 | СРСР   | вільна боротьба, до 68 кг | Золото |

### Виступи на змаганнях молодших вікових груп
| Змагання                                      | Збірна | Вагова категорія          | Місце  |
| --------------------------------------------- | ------ | ------------------------- | ------ |
| Чемпіонат світу з боротьби серед юніорів 1981 | СРСР   | вільна боротьба, до 57 кг | Золото |
| Чемпіонат Європи з боротьби серед молоді 1982 | СРСР   | вільна боротьба, до 62 кг | Золото |
| Чемпіонат світу з боротьби серед молоді 1985  | СРСР   | вільна боротьба, до 62 кг | Золото |